# Kresa biała

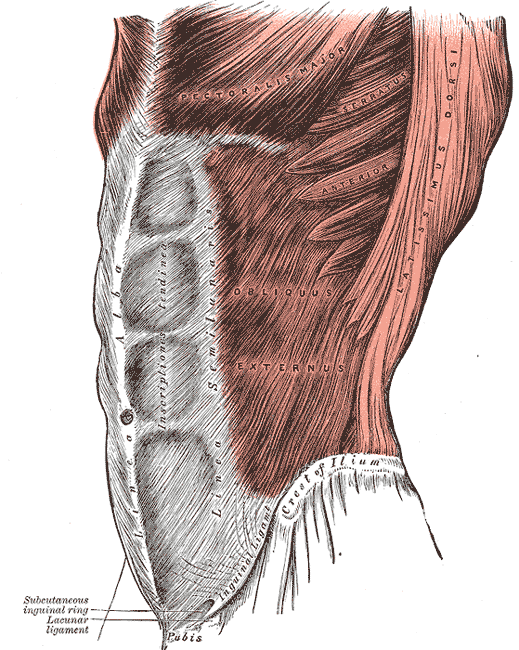
Kresa biała podpisana Linea Alba.

Przekrój ściany jamy brzusznej

Kresa biała, linia biała, kresa Huntera (łac. linea alba, linea Hunteri) – w anatomii człowieka silne, odporne, łącznotkankowe pasmo przebiegające pod skórą w linii pośrodkowej brzucha, przez całą jego długość od wyrostka mieczykowatego mostka przez pępek do spojenia łonowego, pomiędzy mięśniami prostymi brzucha. Kresa biała wytworzona jest przez krzyżujące się i łączące ze sobą włókna ścięgniste pochewki mięśnia prostego brzucha, tworzonej przez rozcięgna mięśni poprzecznego brzucha, skośnego zewnętrznego brzucha i skośnego wewnętrznego brzucha obu stron. Pomiędzy krzyżującymi się włóknami znajdują się szczeliny przepuszczające nerwy i naczynia krwionośne. Szczeliny te mogą się powiększać, wytwarzając przepukliny kresy białej.
Kresa biała widoczna jest przez skórę jako jaśniejszy, białawy pas, u kobiet w ciąży w wyniku pigmentacji przybierający ciemniejszy (ciemnobrązowy, szaroczarny) kolor i wtedy nazywana kresą czarną lub kresą brunatną (linea nigra, linea negra, linea fusca). 